# Man kallar mig MR. Tibbs!
Man kallar mig MR. Tibbs! (engelska: They Call Me Mister Tibbs!) är en amerikansk kriminaldramafilm från 1970 i regi av Gordon Douglas. Filmen är den andra delen i en trilogi, den föregicks av I nattens hetta (1967) och följdes av Organisationen (1971). Filmens titel är hämtad från en replik i den första filmen. Sidney Poitier repriserar här sin roll som polisen Virgil Tibbs, men denna gång är han anställd i San Francisco istället för i Philadelphia (som i den första filmen) eller i Pasadena (som i romanerna). I övriga huvudroller ses Martin Landau, Barbara McNair och Anthony Zerbe.

## Rollista i urval
- Sidney Poitier - Virgil Tibbs
- Martin Landau - Logan Sharpe
- Barbara McNair - Valerie Tibbs
- Anthony Zerbe - Rice Weedon
- Edward Asner - Woody Garfield
- David Sheiner - kommissarie Kenner
- Jeff Corey - polisintendent Marden
- Juano Hernandez - Mealie Williamson
- Norma Crane - Marge Garfield
- Beverly Todd - "Puff"
- Ted Gehring - polisinspektör Deutsch
- Linda Towne - Joy Sturges
- Garry Walberg - rättsläkare
- George Spell - Andy Tibbs
- Wanda Spell - Ginger Tibbs